# A feröeri labdarúgó-válogatott mérkőzései 2009-ben
A feröeri labdarúgó-válogatott 2009-es programjának nagy részét a világbajnoki selejtezők tették ki, emellett játszott a csapat egy barátságos mérkőzést is. Az év során a szövetségi kapitány – néhány hónapos átmeneti időszakot követően – az ír Brian Kerr volt. A válogatott a világbajnokság selejtezőjében a csoportjában a 6., utolsó helyen végzett, így nem jutott ki a dél-afrikai világbajnokságra.

## Eredmények
Barátságos mérkőzés
| 2009. március 22. 14:00 (UTC+0) |

| Izland        | 1–2               | Feröer                                  |
| ------------- | ----------------- | --------------------------------------- |
| Sævarsson 90' | (0–2) Jegyzőkönyv | Benjaminsen 21' Antoníusson 42' (öngól) |

| Kórinn Stadion, Kópavogur Nézőszám: 553 |

2010-es labdarúgó-világbajnokság-selejtező
| 2009. június 10. 19:15 (UTC+1) |

| Feröer | 0–2               | Szerbia                   |
| ------ | ----------------- | ------------------------- |
|        | (0–1) Jegyzőkönyv | Jovanović 44' Subotić 69' |

| Tórsvøllur Stadion, Tórshavn Nézőszám: 2 896 Játékvezető: Levi (izraeli) |

2010-es labdarúgó-világbajnokság-selejtező
| 2009. augusztus 12. 17:00 (UTC+1) |

| Feröer | 0–1               | Franciaország |
| ------ | ----------------- | ------------- |
|        | (0–1) Jegyzőkönyv | Gignac 41'    |

| Tórsvøllur Stadion, Tórshavn Nézőszám: 2 974 Játékvezető: Kukulákisz (görög) |

2010-es labdarúgó-világbajnokság-selejtező
| 2009. szeptember 5. 20:30 (UTC+2) |

| Ausztria                               | 3–1               | Feröer       |
| -------------------------------------- | ----------------- | ------------ |
| Maierhofer 1' Janko 15' 58' (11-esből) | (2–0) Jegyzőkönyv | A. Olsen 82' |

| UPC Arena, Graz Nézőszám: 12 300 Játékvezető: Borg (máltai) |

2010-es labdarúgó-világbajnokság-selejtező
| 2009. szeptember 9. 17:15 (UTC+1) |

| Feröer                  | 2–1               | Litvánia         |
| ----------------------- | ----------------- | ---------------- |
| S. Olsen 15' Hansen 35' | (2–1) Jegyzőkönyv | Danilevičius 23' |

| Svangaskarð Stadion, Toftir Nézőszám: 1 942 Játékvezető: Vad (magyar) |

2010-es labdarúgó-világbajnokság-selejtező
| 2009. október 10. 21:00 (UTC+2) |

| Franciaország                                    | 5–0               | Feröer |
| ------------------------------------------------ | ----------------- | ------ |
| Gignac 34' 39' Gallas 53' Anelka 86' Benzema 88' | (2–0) Jegyzőkönyv |        |

| Stade du Roudourou, Guingamp Nézőszám: 16 755 Játékvezető: Małek (lengyel) |

2010-es labdarúgó-világbajnokság-selejtező
| 2009. október 14. 21:00 (UTC+3) |

| Románia                          | 3–1               | Feröer   |
| -------------------------------- | ----------------- | -------- |
| Apostol 16' Bucur 65' Mazilu 88' | (1–0) Jegyzőkönyv | á Bø 83' |

| Stadionul Ceahlăul, Piatra Neamţ Nézőszám: 13 000 Játékvezető: Gvardis (orosz) |

### Lásd még
- Feröeri labdarúgó-válogatott